# Городенка (Новосибирская область)
Городенка — деревня в Татарском районе Новосибирской области. Входит в состав Константиновского сельсовета.
Деревня Городенка — родина Героя Советского Союза Николая Ивановича Юрченко.

## География
Площадь деревни — 405 гектаров.

## Население
| 2002 | 2007 | 2010 |
| ---- | ---- | ---- |
| 240  | ↗241 | ↘228 |

## Инфраструктура
В деревне по данным на 2007 год функционируют 1 учреждение здравоохранения и 1 учреждение образования.